# Yang Tae-young
Yang Tae-young (koreanisch 양태영; * 8. Juli 1980 in Seoul) ist ein ehemaliger südkoreanischer Turner.

## Erfolge
Yang Tae-young gewann seine ersten internationalen Medaillen bei der Sommer-Universiade 2001 in Peking. Sowohl am Pferdsprung als auch mit der Mannschaft belegte er dort den dritten Platz. Ein Jahr darauf vertrat Yang Südkorea bei den Asienspielen 2002 in Busan und sicherte sich mit der Mannschaft die Bronzemedaille im Mannschaftsmehrkampf. Sehr erfolgreich verlief für Yang die Sommer-Universiade 2003 in Daegu, bei der er sieben Medaillen gewann. Im Einzelmehrkampf, am Barren, an den Ringen und mit der Mannschaft gewann er jeweils die Goldmedaille, während er am Boden Silber und am Sprung und am Reck Bronze erhielt.
2004 folgte in Athen Yangs Olympiadebüt. Er verpasste die Finalqualifikation in sechs der sieben Einzeldisziplinen: An den Ringen erreichte er Rang 27, am Barren nur Platz 30. Am Pauschenpferd kam Yang nicht über Rang 19 hinaus, am Boden belegte er mit Rang neun und am Pferdsprung mit Rang sieben zweimal einen Platz unter den besten Zehn. Am Reck zog Yang ins Finale ein, beendete dieses aber als Letzter und schloss den Wettkampf damit auf Gesamtrang zehn ab. Im Einzelmehrkampf gelang Yang ein Medaillengewinn. Nachdem er sich als Zweiter der Qualifikation den Finaleinzug gesichert hatte, erzielte er mit 57,774 Punkten das drittbeste Resultat. Damit erhielt er hinter dem US-Amerikaner Paul Hamm, der mit 57,823 Punkten Olympiasieger wurde, sowie seinem Landsmann Kim Dae-eun, der auf 57,811 Punkte kam, die Bronzemedaille. Durch einen Fehler der Preisrichter wurden Yang im Rahmen des Einzelmehrkampfs 0,1 Punkte zu wenig für seine Übung am Barren angerechnet. Mit diesen Punkten hätte Yang die Goldmedaille gewonnen. Der CAS entschied, dass das Ergebnis nicht mehr geändert wird, weil Yang nicht unmittelbar nach der Benotung, sondern erst nach dem Ende des Wettbewerbes protestiert hatte. Die verantwortlichen Preisrichter wurden von der FIG suspendiert. Im Mannschaftsmehrkampf verpasste Yang mit der südkoreanischen Mannschaft knapp einen weiteren Medaillengewinn. Die Südkoreaner schlossen den Wettbewerb mit 171,847 Punkten hinter Japan, den Vereinigten Staaten und Rumänien auf dem vierten Platz ab.
Bei den Asienspielen 2006 in Doha gewann Yang im Mannschaftsmehrkampf die Bronzemedaille, bei den Weltmeisterschaften im selben Jahr gelangen ihm keine Podiumsplatzierungen. Zwei Jahre darauf vertrat er Südkorea bei den Olympischen Spielen 2008 in Peking, blieb dieses Mal aber ohne Medaillenerfolg. Am Boden belegte er in der Qualifikation nur Rang 69 und am Reck Rang 68. An den Ringen kam er nicht über Rang 38 hinaus, während er am Sprung 14. und am Pauschenpferd 13. wurde. Am Barren zog er dagegen ins Finale ein und beendete dieses mit 15,650 Punkten auf Rang sieben. Im Einzelmehrkampf wurde Yang mit 91,600 Punkten Achter und mit der Mannschaft mit 274,375 Punkten Fünfter.